# Velocity made good

VMG (velocity made good)
Schéma 1 : Exemples de principe pour différents types de voilier : A: Quillard; B: Dériveur ; C: Catamaran.
Par exemple le catamaran a un angle très défavorable qui l'oblige à parcourir plus de distance, mais sa vitesse augmentée sous ce régime de vent, lui permet d'aller plus loin que les autres navires qui ont pourtant une distance plus courte à parcourir

La VMG (sigle anglais de Velocity made good) est une stratégie de navigation à voile, plus particulièrement de régate. Pour atteindre une route souhaitée, la VMG fait référence à l'optimisation entre la vitesse d'un voilier variable suivant la direction du vent et la distance à parcourir. En français on parle aussi de compromis cap/vitesse.  

## Description

### Principes (gréement non carré)

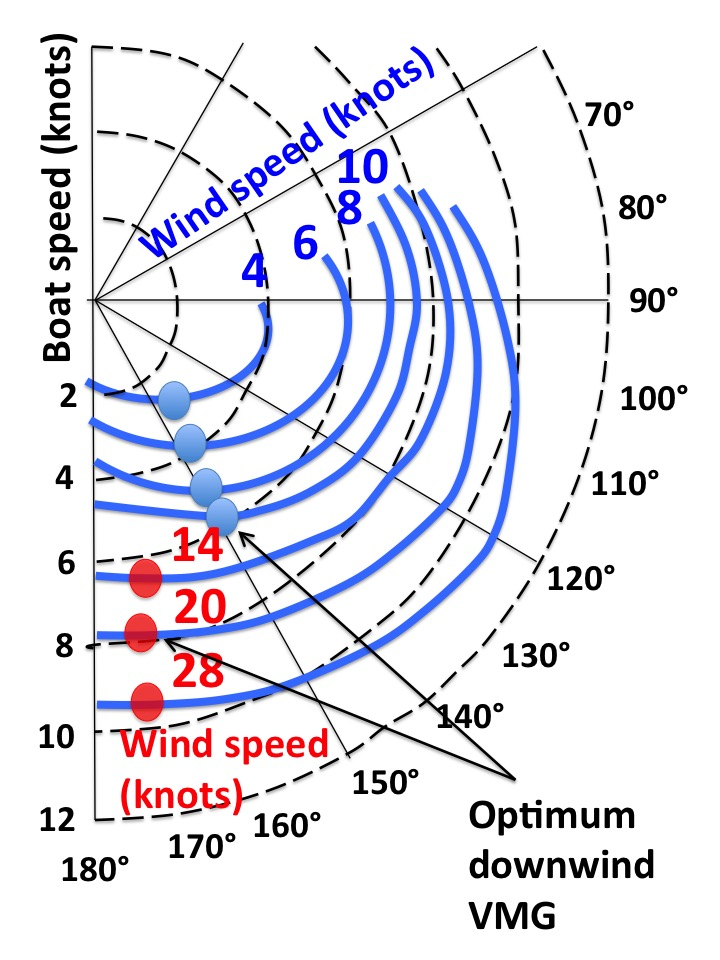
Exemple de diagramme ("diagramme polaire") pour déterminer le meilleur ratio cap/vitesse en fonction de différentes vitesses de vent, position du bateau et configuration de voile. L'optimum est donné par les points : par exemple pour un vent de 10 nœuds, l'optimum VMG est un angle de 150° et donnera une vitesse au bateau de 6 nœud. Tandis qu'avec un vent de 28 nœuds l'optimum VMG sera un angle de 174° (vitesse de 9,5 nœuds).
Ce type de diagramme n'est valable que pour un type de voilier, voire uniquement pour un seul bateau.

La VMG est une notion employée à bord d'un navire propulsé par des voiles lorsque celui-ci doit optimiser sa trajectoire  en prenant en compte les caractéristiques du vent direction et vitesse (principalement). La route la plus directe vers la destination (destination finale ou marque intermédiaire de parcours à respecter) n'est pas toujours celle qui permet de l'atteindre le plus vite car dans certaines configurations une route différente permet d'aller suffisamment vite pour plus que compenser la distance supplémentaire parcourue.
Aux allures de près, lorsque la route à atteindre est face au vent (cas du schéma 1 ci contre) : 
- Un barreur qui cherche à trop serrer le vent (loffer[2]) fait certes moins de route mais diminue sa vitesse.
- Un barreur qui s'éloigne trop du fil du vent (abattre[3]) obtient certes une vitesse plus importante, mais cet avantage peut être annulé par le surcroît de route à parcourir.

À l'opposé, au portant, lorsque la route à atteindre est dos au vent :
- Un barreur qui cherche trop à loffer (se rapprocher du fil du vent, ce qui revient par vent arrière à se positionner latéralement au vent) obtient certes une vitesse plus importante, mais cet avantage peut être annulé par le surcroît de route à parcourir.
- Un barreur qui cherche à trop abattre (prendre le vent dans le dos) fait certes moins de route mais diminue sa vitesse avec un gréement moderne (ce qui est le contraire sur un gréement carré).

Il existe donc un angle permettant d'optimiser le temps de trajet en jouant sur la distance parcourue et la vitesse du voilier selon la direction du vent. Cet optimum est spécifique à chaque voilier en fonction de son type et de son gréement. La VMG est le meilleur compromis, c'est-à-dire celui qui fait gagner le plus de distance sur l’axe du vent (qui est aussi l'axe du parcours de régate, matérialisé par deux bouées) en un minimum de temps.

### Spécificités et difficultés
Ce compromis est difficile à apprécier pour le barreur débutant, en l'absence de points de repères et surtout, hors contexte de régate, en l'absence de bateaux adversaires effectuant le même parcours.
Le meilleur compromis cap vitesse est aussi affaire de circonstances météo : en particulier, une mer formée oblige à faire courir un peu plus le bateau qui tend à être freiné par le choc des vagues sur la coque.
La VMG est une notion employée le plus souvent lors de la remontée au vent, aux allures de près. Toutefois certains bateaux (catamarans de sport tels que le Tornado Olympique ou le Hobie cat, ou encore dériveurs très rapides de type skiff) l’utilisent aussi aux allures portantes, car au plein vent arrière leurs voiles fonctionnent en écoulement turbulent et ont un rendement beaucoup plus médiocre. Ces bateaux vont donc plus vite en décrivant des bords de grand largue, avec une voilure (en général augmentée d'un grand spinnaker assez plat) qui travaille en écoulement laminaire, qu'en naviguant vent arrière en ligne droite. Bien entendu, pour rejoindre un point situé dans le lit du vent, cette technique impose un ou plusieurs empannages.
Pour les gréements carrés qui n'évoluent que par vent arrière ou latéral, la notion de VMG est plus restreinte et les principes évoqués précédemment sont très différents.

### Assistance moderne
Une fonction sur les GPS maritimes permet d'afficher le VMG.